# 14467 Vranckx
14467 Vranckx è un asteroide della fascia principale. Scoperto nel 1993, presenta un'orbita caratterizzata da un semiasse maggiore pari a 2,5305572 UA e da un'eccentricità di 0,1046893, inclinata di 4,05516° rispetto all'eclittica.